# Daranália
Daranália (em armênio: Դարանաղի; romaniz.: Daranałi; lit. "pertencente à [terra dos] darãs (drilas?)) ou Daranalis (em grego: Δαραναλις), segundo a Geografia de Ananias de Siracena (século VII), foi um cantão (gavar) da província (ascar) de Alta Armênia, no Reino da Armênia. Compreendia uma área de 3 400 quilômetros quadrados e fazia parte dos domínios da família Mamicônio, uma das casas nobres (nacarares) da Armênia, obtido depois que os Mamicônios uniram-se aos gregóridas (descendentes de Gregório, o Iluminador), que detinham inúmeras propriedades em nome da Igreja. Centrava-se na fortaleza de Ani (atual Quemaque). Não foi mencionada pelos autores clássicos, que possivelmente pensaram essa região como parte da vizinha Acilisena, que estava situada a noroeste. Moisés de Corene afirma que ali havia a caverna de Mane, onde Gregório viveu em reclusão durante sua velhice, e a necrópole de Tordã (atual Doancoi).
No tempo da Paz de Acilisena de 387, foi um dos territórios mantidos no "reino" deixado sob controle de Ársaces III (r. 378–390). Com a eventual dissolução do reino de Ársaces III em 390, em decorrência de seu falecimento, Daranália foi incluída na província de Armênia Interior. Em 528, com a reorganização das províncias armênias do Império Bizantino sob Justiniano I (r. 527–565), fez parte da Armênia Magna até sua eventual transferência, em 536, à Armênia Prima, que compreendia toda a Armênia Interior e antigos territórios da Armênia Prima original. Nessa reorganização, Justiniano aboliu o principado mamicônida local, e os Mamicônios devem ter migrado à Armênia sassânida. Essa província manteria tal nome até o final do reinado de Heráclio (r. 610–641). Em 680, bispos de Daranália compareceram ao Terceiro Concílio de Constantinopla, o que indica que, ao menos na organização eclesiástica, o distrito esteve sob jurisdição do Império Bizantino.